# ۶۲۹ (قمری)
۶۲۹ (قمری)، ششصد و بیست و نهمین سال در گاهشماری هجری قمری است. اول محرم این سال برابر با بیست و هشتم اکتبر سال ۱۲۳۱ میلادی است.